# Klabavské souvrství

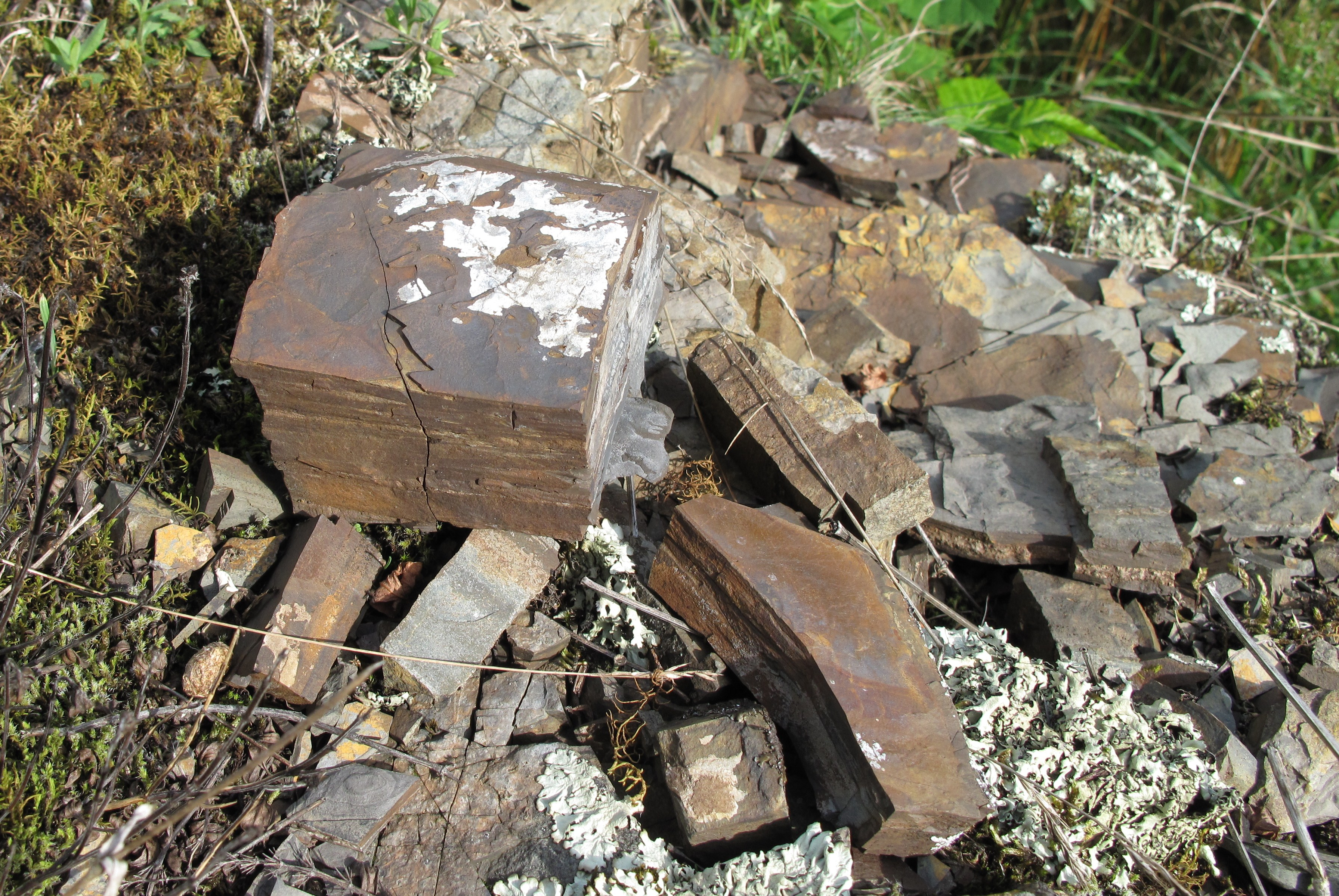
Břidlice klabavského souvrství v přírodní památce Štěpánský rybník

Klabavské souvrství je faciálně pestrý soubor hornin pražské pánve ordovického stáří, který vznikal sedimentací v hlubším moři. Mocnost profilu je od několika metrů do 300 metrů a nachází se v západních Čechách v okolí Rokycan. Jméno nese po obci Klabava, kde nedaleko starého zámku byl definován opěrný profil. K utváření tohoto profilu docházelo v ordoviku, tedy před 485–443 miliony let – konkrétně nejsvrchnější tremadok a arenig.
Základní facií jsou klabavské břidlice, šedozelené, často písčité, dříve (Holub 1911) označované jako eulomové břidlice, rozšířené na Rokycansku. Termín zavedli Kettner a Kodym v roce 1919. Dalšími faciemi jsou:
- didymograptolitové břidlice, vyskytující se zejména mezi Klabavou a Ejpovicemi
- laminárně zvrstvené tufy a tufitické břidlice
- hrubozrnné diabasové konglomeráty
- sedimentární železné rudy (hematity)
- olešenské břidlice (vázané na blízkost tehdejšího pobřeží)[3]

Horniny obsahují graptolity, trilobity, konulárie, červy a křemenité houby.